# Sándor Gellér
Sándor Gellér (hongarès: Gellér Sándor)  (Veseuș, 12 de juliol de 1925 - Budapest, 13 de març de 1996) fou un futbolista hongarès de la dècada de 1950.
Jugava en la demarcació de porter. Era jueu, i havia nascut a Veseuș, Romania. Amb la selecció hongaresa disputà la Copa del Món de futbol de 1954 i els Jocs Olímpics d'estiu de 1952 però no jugà partits. A nivell de club defensà els colors de Budapesti Vörös Lobogó.